# Amata vandepolli
Amata vandepolli là một loài bướm đêm thuộc phân họ Arctiinae, họ Erebidae.